# 格倫多拉 (新澤西州)
格倫多拉（英語：Glendora）是位於美國新澤西州康登縣的普查規定居民點。

## 人口
根據2020年美國人口普查的數據，格倫多拉的面積為2.75平方千米，當中陸地面積為2.69平方千米，而水域面積為0.06平方千米。當地共有人口4784人，而人口密度為每平方千米1,739.64人。